# Max Kälberer
Max Kälberer (* 26. Juni 1892 in Stuttgart; † nach 1959) war ein deutscher Architekt.

## Leben
Kälberer studierte Architektur an der Technischen Hochschule Stuttgart und an der Technischen Hochschule München. Danach unternahm er Studienreisen in die Niederlande und nach Großbritannien. Nach dem Referendariat legte er 1922 in Stuttgart das Staatsexamen ab und wurde zum Regierungsbaumeister (Assessor) ernannt, schied aber schon wenig später aus dem Staatsdienst aus. Ab 1924 war er gemeinsam mit dem Architekten Carl Brendel in Nürnberg selbstständig tätig. Er wurde vor 1930 als Mitglied in den Bund Deutscher Architekten (BDA) berufen.
Bekanntheit erlangte Kälberer durch seine Beteiligung am Bau des neuen Postamts am Nürnberger Bahnhofsplatz. Von diesem modern konzipierten Bau war 1932 bereits das Stahlskelett als tragende Konstruktion fertiggestellt worden. Als nach den Kommunalwahlen die Nationalsozialisten ins Rathaus einzogen, bewirkten sie einen Baustopp und eine Umplanung der nach ihrem Kulturverständnis „nüchtern“, „armselig“ und „brutal“ wirkenden Architektur. Einen für die neue Fassaden-Gestaltung des Gebäudes ausgeschriebenen Architekturwettbewerb gewann der Entwurf von Max Kälberer mit dem Votum der Preisrichter Paul Ludwig Troost und Julius Streicher.

## Bauten und Entwürfe
- Kälberers Wettbewerbsentwurf für das Gefallenendenkmal im Nürnberger Luitpoldhain wurde 1929 mit dem 1. Preis ausgezeichnet.
- Die evangelisch-lutherische Auferstehungskirche in Nürnberg-Fischbach wurde 1932/1933 nach Plänen von Carl Brendel und Max Kälberer erbaut.[3] (vergleiche auch: Liste der Sakralbauten in Nürnberg)
- Das neue Postamt am Bahnhofsplatz in Nürnberg wurde 1932–1935 nach Plänen der Bauabteilung der Oberpostdirektion Nürnberg und einer monumentalisierenden Fassadenplanung von Max Kälberer erbaut, das Gebäude gilt als frühes Hochhaus.[4]
- Nach dem Zweiten Weltkrieg baute Kälberer die 1954 eingeweihte evangelisch-lutherische Kirche St. Markus in Nürnberg-Gibitzenhof.[5]
- Die evangelisch-lutherische Auferstehungskirche in Bamberg mit freistehendem Campanile und Pfarrhaus entstand 1954–1956 am südwestlichen Rand der Gartenstadt Bamberg.